# Il segreto del Bosco Vecchio (romanzo)
Il segreto del Bosco Vecchio, pubblicato nel 1935 a Milano, è il secondo breve romanzo scritto da Dino Buzzati.

## Trama
Sebastiano Procolo ha intenzione di abbattere il Bosco Vecchio economicamente improduttivo e di ottenere la parte di proprietà di Benvenuto, il nipote di cui è tutore. Nutre il desiderio inconfessato di sbarazzarsi del ragazzo e ottiene la complicità del vento Matteo, da lui liberato dalla grotta in cui era stato imprigionato. Da quel momento il vento gli giura eterna riconoscenza e promette che obbedirà sempre ai suoi ordini. Ma i geni e gli animali del bosco contrastano i progetti del colonnello e aiutano a più riprese il bambino. Nel finale Sebastiano scopre di amare il nipote. La notte di Capodanno, nel tentativo di salvare Benvenuto che crede sia stato travolto da una slavina, muore assiderato. Benvenuto accompagna il vento Matteo a morire sulla cima del monte.

## Personaggi
- Antonio Morro, defunto proprietario del "Bosco Vecchio";
- Sebastiano Procolo, colonnello in pensione, nipote e beneficiario di una piccola fetta d'eredità;
- Benvenuto Procolo, altro nipote del Morro: un ragazzino orfano dodicenne beneficiario della restante eredità;
- Giovanni Aiuti, uomo di mezza età, fattore del Morro;
- Vettore, domestico sessantenne;
- Vento Matteo, personificazione del vento. Viene liberato da Sebastiano Procolo e gli giura fedeltà;
- Vento Evaristo, prende il posto del vento Matteo e i due si sfideranno per contendersi il controllo del paese;
- Bernardi, genio tramutatosi in guardia forestale per proteggere il bosco;
- Gazza guardiana, al passaggio di un visitatore lancia un segnale.

Gli elementi naturali e gli animali, abitanti del bosco, vengono personificati dall'autore ed hanno un ruolo importante nella trama; tra questi in particolare la gazza, il vento Matteo e i geni custodi degli alberi.

## Tematiche
Ritroviamo nel breve romanzo le tematiche ricorrenti nella produzione di Buzzati:
- l'angosciosa ricerca di un senso della vita;
- l'irrazionale ossequio a una regola inconoscibile e tirannica;
- luoghi metafisici, immagini simbolo della solitudine e della impossibilità di sfuggire al proprio destino (qui Bosco Vecchio, come in Barnabo delle montagne la montagna e nel Il deserto dei Tartari);
- l'inesorabilità dello scorrere del tempo ("...l'assillante scansione delle ore, del tempo, delle stagioni"[2]).

E altre tematiche più particolari:
- la sacralità della natura, qui rappresentata dal Bosco Vecchio popolato di geni, alberi viventi e animali parlanti;
- il passaggio dall'infanzia alla maturità, dalla fantasia alla razionalità: è il percorso compiuto da Benvenuto, che abbandona un mondo costituito da spiriti del bosco e altre creature fantastiche, per entrare nell'età della coscienza, nel mondo degli uomini spesso fatto di cattiverie e crudezze;
- la caduta e la redenzione: Sebastiano, divorato dal demone dell'avarizia, riscopre il contatto con la natura e l'altruismo fino al sacrificio. Indicativa in tal senso la narrazione della perdita dell'ombra di Sebastiano, che sembra alludere allo smarrimento dell'immagine di sé come causa di depressione, dalla quale l'uomo si risolleva (l'ombra ritorna) ritrovando l'affetto per il nipote. È inoltre presente una tematica di tipo ecologico con riflessioni sulla necessità della convivenza tra l'uomo e l'ambiente naturale per la sopravvivenza di entrambi.[3]

## Stile
Due giudizi critici:
"La componente magica e surreale agisce nella creazione di atmosfere: i singoli particolari possono apparire tutti normali e realistici ma il loro accumulo crea una situazione di sospensione che altera i dati reali e fa sprofondare il lettore poco a poco in un mondo fantastico".
"Il fantastico di Buzzati è reso con un linguaggio orizzontale, ingenuo, persino facile e a volte patetico o romantico meglio. Ci fa credere nell'incredibile perché i suoi segreti, le sue magiche coincidenze, le sue rivelanti metamorfosi, i suoi suscitanti sortilegi, sono un inverosimile che ci aiuta a esaurire il verosimile". 

## Cinema
Dal romanzo è stato tratto l'omonimo film diretto, nel 1993, da Ermanno Olmi.